# Igreja Matriz de Entradas
A Igreja Matriz de Entradas, igualmente conhecida como Igreja Paroquial de Entradas ou Igreja de São Tiago, é um monumento religioso na vila de Entradas, no município de Castro Verde, em Portugal.
A Igreja Matriz de Entradas está classificada como Imóvel de Interesse Público desde 1993.

## Descrição
A igreja está situada no centro da vila de Entradas, junto ao Largo da Liberdade, originalmente conhecido como Largo da Igreja. Foi dedicada ao apóstolo Santiago Maior, demonstrando a ligação histórica entre a vila de Entradas e a Ordem de Santiago, da qual foi uma comenda. É considerada um dos símbolos da vila de Entradas, sendo a sua grande torre sineira visível a uma grande distância.

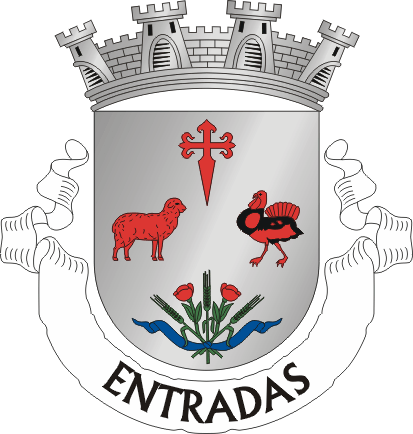
Brasão da Freguesia de Entradas, onde surge em destaque o símbolo da Ordem de Santiago.

O edifício destaca-se pela sua verticalidade, estando no interior uma só nave, com uma capela-mor de forma saliente, à qual está adossada a torre sineira. Esta torre tem planta quadrada e termina num coruchéu sobre um tambor. A fachada principal, de aparência sóbria, termina numa empena triangular com uma cruz latina. É rasgada por um portal de verga recta, encimado por um janelão de forma rectangular. Na cobertura existem cinco acrotérios com urnas no estilo barroco, quatro nos cunhais do edifício, enquanto que o quinto está situado no topo da empena da fachada traseira da nave. Os cunhais da capela-mor e da torre sineira também são coroados por acrotérios com urnas, de menores dimensões.
No interior o elemento de maior interesse é o altar-mor barroco, em mármore de Estremoz, em tons brancos, pretos e rosados, que apresenta uma grande verticalidade, em consonância com o edifício da igreja. O altar-mor é considerado como o de maior valor na Diocese de Beja, apesar de se encontrar numa igreja classificada como secundária. Com efeito, a presença do altar-mor ficou ligada a uma lenda, que relata que as pedras de mármore tinham sido encomendadas para um templo na cidade de Faro, mas o carro de bois que as estava a transportar foi impedido de continuar viagem devido ao clima rigoroso, pelo que a mercadoria ficou ao abandono perto da vila de Entradas. No altar-mor existe uma grande tela retratando a figura do Santiago Mata-mouros, enquanto que nos dois altares colaterais estão quadros com os temas da Sagrada Família e de Nossa Senhora e o Menino. Destacam-se igualmente o arco triunfal, assente em largas pilastras, e dois meios arcos redondos junto à parede da capela-mor, abrindo desta forma os vãos para as molduras em pedra dos altares menores. De interesse são também a cimalha moldurada onde assentam as abóbadas, a pia baptismal em mámore, e a custódia. Estes dois últimos elementos são ambos do Século XVI, e terão sobrevivido da igreja original. O imóvel possui um pequeno adro, elevado em relação ao pavimento da rua.

## História
O local onde se situa a igreja poderá ter estado ocupado anteriormente por um outro templo, que pode ter sido construído durante o período medieval. Nos registos das Visitações de 1566 foi descrito como um edifício complexo, com campanário, e uma capela principal dedicada a Santiago, construída em pedra e cal e com uma abóboda de alvenaria. O corpo da igreja estava construído em pedra, barro e taipa, e tinha dois altares laterais no cruzeiro. No interior possuía uma pia baptismal em mármore. O telhado, suportado por três arcos de alvenaria, era de duas águas, em telha vã. O portal estava situado na parede Sul, e era coberto por um alpendre. O altar-mor estava forrado com azulejos, e na parede Norte da capela estava uma porta para uma sacristia de reduzidas dimensões, que não estava pavimentada e era coberta por uma abóbada de berço.
De acordo com as Visitações feitas em 1750 pelo Arcebispo de Évora, D. Frei Miguel de Távora, a construção da igreja começou em 1745, mas cerca de cinco anos depois apenas estava concluída a caixa murária do edifício. Assim, os trabalhos só terão sido retomados nos princípios da segunda metade do século. Porém, este relato difere do que foi feito nas Memórias Paroquiais de 1758, onde se fala de uma antiga igreja de Santiago Maior, que teria sofrido obras de remodelação em 1745. As obras da igreja terão sido concluídas por volta de 1770 a 1780, passando desde logo a ter a categoria de matriz de Entradas, retirando esta classificação à Igreja da Misericórdia.
O edifício sofreu danos devido aos sismos de 1858 e 1969. Em 1993 foram feitas obras na igreja, que incluíram a limpeza da cobertura e caiação. O edifício foi classificado como Imóvel de Interesse Público pelo Decreto n.º 45/93, de 30 de Novembro. Em 2005 foram feitos estudos arqueológicos nas zonas em redor das Igrejas Matriz e da Misericórdia, no âmbito de trabalhos de requalificação, tendo sido descoberta uma área sepulcral que provavelmente faria parte da Matriz. Foram encontrados os vestígios osteológicos de vários indivíduos, além de partes de estátuas em barro com motivos religiosos, pregos de ferro, e botões de bronze com imagens de Santa Rita. Em 2010 já tinham sido feitas obras de requalificação na zona envolvente à Igreja Matriz, como parte de um programa municipal para a requalificação urbana de Entradas, que também incluiu o restauro da Igreja de Nossa Senhora da Esperança, o reaproveitamento do antigo hospital para uma biblioteca, a criação do Museu da Ruralidade, e a reinstalação do Pelourinho. Posteriormente, a igreja foi alvo de trabalhos de restauro, tanto no interior como no exterior, organizados pela Paróquia de Entradas, e que custaram cerca de 28 mil Euros, tendo sido parcialmente financiadas pela Câmara Municipal de Castro Verde e a Junta de Freguesia de Entradas.